# Henri Camille Toupot de Bévaux
Pour les articles homonymes, voir Toupot de Bévaux.
Henri Camille Toupot de Bévaux, né le 1er avril 1800 à Chaumont (Haute-Marne) et mort le 20 août 1858 à Chaumont, est un fonctionnaire français, devenu par la suite député de la Haute-Marne sous la Deuxième République (23 avril 1848 au 2 décembre 1851).
Il est le fils d’Henri Simon Toupot de Bévaux et le beau-frère de François Mongin de Montrol.

## Carrière de fonctionnaire
Il est sous-préfet de Wassy en 1831, puis de Castel-Sarrazin, enfin de Béthune.
Il est nommé Chevalier de la Légion d'honneur en 1837.

## Carrière politique
Lors de la Révolution de 1848, il est élu membre de l'Assemblée constituante le 23 avril 1848, où il siégera jusqu'au 26 mai 1849.
Les institutions de la Deuxième République étant mises en place, il est élu député de la Haute-Marne le 13 mai 1849, où il restera en fonction jusqu'au coup d'État du 2 décembre 1851.  
Classé à droite de l'échiquier politique (« légitimiste et royaliste »), il n'a pas soutenu le coup de force de Louis Napoléon Bonaparte.

## Sources
- Ressource relative à la vie publique :   - Base Sycomore
- « Henri Camille Toupot de Bévaux », dans Adolphe Robert et Gaston Cougny, Dictionnaire des parlementaires français, Edgar Bourloton, 1889-1891 [détail de l’édition]
- Biographie sur le site de l'Assemblée Nationale